# Songs of the Harlem River
Songs of the Harlem River: Forgotten One Acts of the Harlem Renaissance (Canzoni del fiume Harlem: atti dimenticati del Rinascimento di Harlem) è una raccolta di cinque atti scritti tra il 1920 e il 1930 da diversi drammaturghi afroamericani dell'epoca, tra cui Marita Bonner, Ralf M. Coleman, Georgia Douglas Johnson, Willis Richardson e Eulalie Spence. Sono incluse anche poesie di Sterling A. Brown, Langston Hughes e Jessie Fauset.

## Storia
La prima mondiale di Songs of the Harlem River è stata prodotta con il Theater for the New City dalla Xoregos Performing Company nell'ambito del NYC's Dream Up Festival, dove è stata rappresentata sei volte tra agosto e settembre 2015, con la regia e le coreografie di Sheila Xoregos. Ogni atto affrontava una questione contemporanea durante il Rinascimento di Harlem, tra cui la legge sul diritto di voto delle donne, il linciaggio, la vita ad Harlem e il birazzismo.
Songs of the Harlem River ha inoltre aperto il Langston Hughes Festival nel Queens, New York, il 13 febbraio 2016.

## Riassunto e descrizione
- I drammi approfondiscono le vicende amorose e le difficoltà della vita ad Harlem durante il Rinascimento di Harlem.
- La musica jazz è usata per indicare la musica popolare del decennio. Tra gli artisti: Jean Moreau Gottschalk, Ray Henderson e Shelton Brooks.
- La danza coreografata può essere impostata sulle sequenze poetiche.
- Tutti gli atti unici, come una raccolta, vengono eseguiti ininterrottamente senza pause o intervalli, in modo da unificare i concetti altrimenti rapidi e disgiunti all'interno di ciascuna delle storie.

## Gli atti unici
- The Girl from Bama di Ralf M. Coleman (1929)[1]
- The Deacon's Awakening di Willis Richardson (1920)[2]
- Blue-Eyed Black Boy di Georgia Douglas Johnson (ca. 1930)[3]
- Exit, An Illusion di Marita Bonner (1927)[4]
- The Starter di Eulalie Spence (1927)[4]

### The Girl from Bama (La ragazza di Bama)
Personaggi: Della, Jazz Barrett, Dr. Lee
Riassunto: Della, una giovane ragazza del sud, intrappolata in una relazione con un “banchiere”, Jazz Barrett, che non vuole sposarla, decide di scappare con una vecchia fiamma, il Dr. Lee.

### The Deacon's Awakening (Il risveglio del diacono)
Personaggi: Martha Jones, David Jones, Sol, Ruth Jones, figlia
Riassunto: Martha difende la presenza di sua figlia ad un meeting per sostenere l'approvazione del diciannovesimo emendamento davanti a suo marito David e al suo socio Sol.

### Blue-Eyed Black Boy (Ragazzo nero con occhi azzurri)
Personaggi: Pauline, Rebecca, il dottor Thomas Grey, Hester Grant
Riassunto: dopo aver scoperto che suo figlio è stato arrestato e che la gente chiede il suo linciaggio, Pauline fa tutto il possibile per salvarlo.

### Exit, An Illusion (L'uscita, un'illusione)
Personaggi: Dott, Buddy, L'amante
Riassunto: La morte arriva a Harlem sotto le spoglie di un amante romantico per una ragazza mulatta malata.

### The Starter (L'inizio)
Personaggi: T.J., Georgia, Due signore
Riassunto: T.J. e Georgia condividono una panchina al parco e parlano del loro lavoro, della loro posizione sociale e dell'amore.

## Poesie
- Odyssey of Big Boy di Sterling A. Brown.
- Mother to Son and I, Too di Langston Hughes.
- Words! Words! di Jessie Fauset.[5]

## Temi
Il linciaggio, la vita degli afroamericani ad Harlem intorno al 1920, il sessismo nella comunità afroamericana, il teatro afroamericano intorno al 1920, il bi-razzismo, la posizione sociale e finanziaria degli afroamericani durante il Rinascimento di Harlem.

### Bi-razzismo
Il bi-razzismo è definito come l'incapacità di concepire l'idea che i genitori di qualcuno possano essere di un colore della pelle diverso. Questo elemento è particolarmente presente in Exit, An Illusion di Bonnor, dove Dot incontra la morte attraverso l'illusione di un amante.

### Classismo
Il classismo e persino i sottintesi classisti possono essere dedotti da certe recite della raccolta, come in “The Starter”, dove i due personaggi principali passano il tempo a discutere della loro classe e posizione sociale in base al loro lavoro.

### Romanticismo/Amore
Anche in “The Starter”, un altro argomento trattato da T.J. e Georgia è l'amore. In “The Girl From Bama”, l'amore spinge Della a fuggire con il dottor Lee quando è costretta a sposare Jazz Barrett, un banchiere. L'amore è chiaramente un tema ricorrente anche in altre opere teatrali che non sono specificamente caratterizzate come “romantiche”, come in “The Deacon's Awakening”, dove il personaggio di Martha sostiene la figlia difendendo con forza il diciannovesimo emendamento proposto.

### Sessismo
Per via dei temi romantici ed elementari del periodo in cui queste opere teatrali sono ambientate, il sessismo entra in gioco in molte delle storie. Alcuni personaggi sono guidati esclusivamente dai loro desideri e sottintesi sessisti, mentre altri sono oppressi dall'inevitabile legame che i loro personaggi hanno con altri individui sessisti.

## Produzioni
Songs of the Harlem River: Forgotten One Acts of the Harlem Renaissance fu prodotto per la prima volta dalla Xoregos Performing Company nell'ambito del NYC Dream Up Festival dal 30 agosto al 6 settembre 2015. Ha inoltre aperto il Langston Hughes Festival nel Queens, New York, il 13 febbraio 2016.

### Cast originale
Michèle Cannon

Carol Carter

Andrew R. Cooksey

Yohanna Florentino

Michael A. Jones

Lambert Tamin

Mike Jones

Jessie Jordan

Jak Watson
Otto attori interpretano tutti i ruoli nelle cinque opere.